# دبليو دي-40

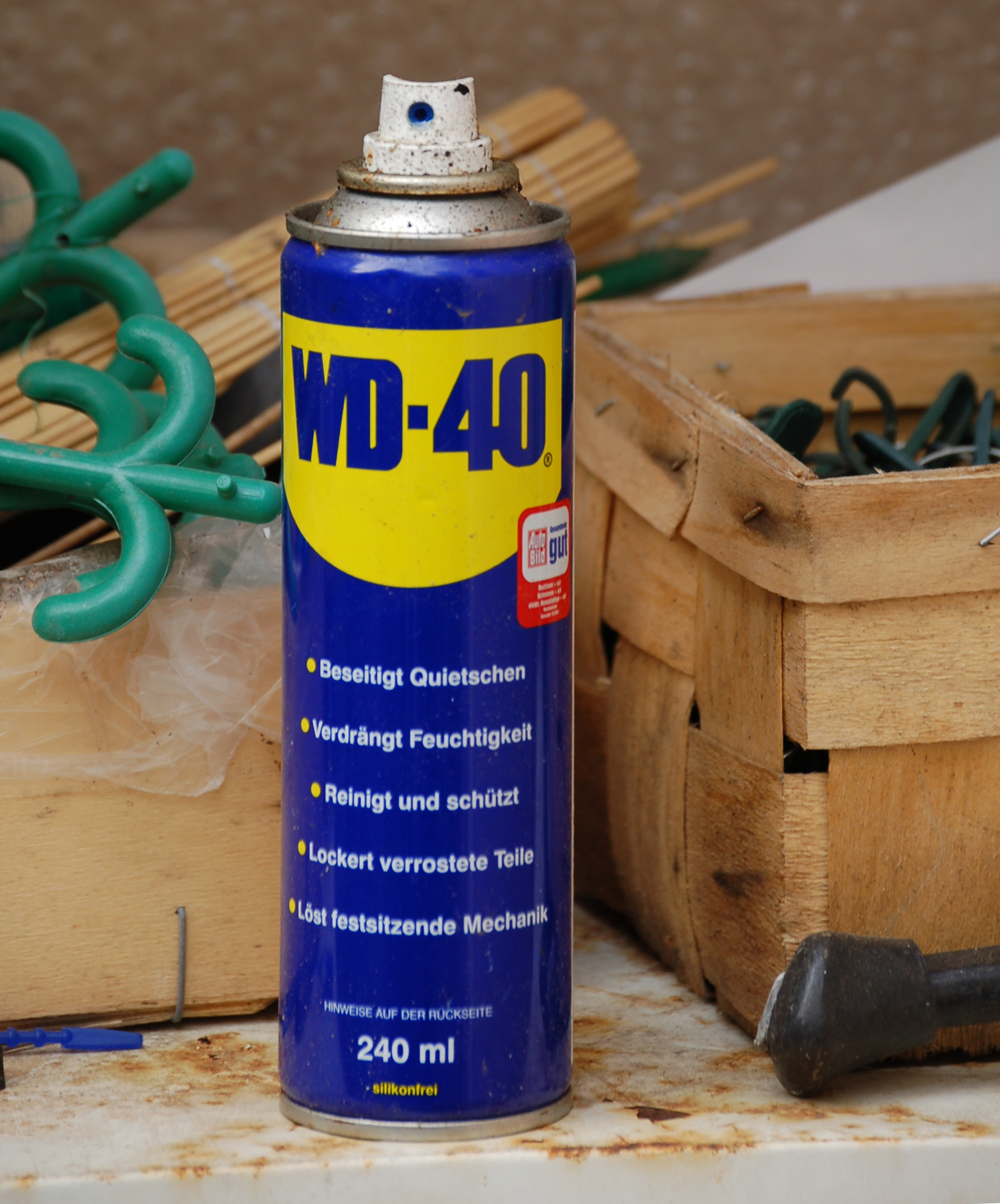
علبة رذاذ WD-40 من ألمانيا.

WD-40 هي علامة تجارية أمريكية وعلامة تجارية لزيت نافذ تصنعه شركة WD-40 ومقرها في سان دييغو، كاليفورنيا. تم اختراع تركيبته لشركة Rocket Chemical Company في عام 1953، قبل أن يتغير اسمها إلى شركة WD-40. أصبح WD-40 متاحًا كمنتج تجاري في عام 1961. يعمل كمواد تشحيم، ومانع للصدأ، ومضاد للرطوبة. توجد منتجات متخصصة تعمل بشكل أفضل من WD-40 في العديد من هذه الاستخدامات، ولكن مرونة WD-40 أعطته شهرة باعتباره متعدد الاستخدامات. WD-40 اختصار لـ Water Displacement وتعني "إزاحة الماء"، الصيغة رقم 40.
يُصنَّف كمنتج ناجح حتى يومنا هذا، مع نمو ثابت في صافي الدخل من 27 مليون دولار في عام 2008 إلى 70.2 مليون دولار في عام 2021. في عام 2014، تم إدخاله إلى ردهة المشاهير الدولية للطيران والفضاء [الإنجليزية] في متحف سان دييغو للطيران والفضاء [الإنجليزية].

## تاريخ
تنسب المصادر إلى أشخاص مختلفين اختراع تركيبة WD-40 في عام 1953 كجزء من شركة Rocket Chemical Company (التي تمت إعادة تسميتها لاحقًا إلى شركة WD-40 )، في سان دييغو، كاليفورنيا؛ تم الاحتفاظ بالتركيبة كسر تجاري ولم يتم تسجيل براءة اختراعها أبدًا.
وفقًا لإيريس إنغستراند، مؤرخة تاريخ سان دييغو وكاليفورنيا في جامعة سان دييغو، فإن إيفر نورمان لوسون هو من اخترع الصيغة، بينما ينسب موقع شركة WD-40 والكتب والصحف الأخرى الفضل إلى نورمان ب. لارسن. وفقًا لإنغستراند، "تم الاعتراف بـ (إيفر نورمان) لوسون في ذلك الوقت، ولكن تم الخلط بين اسمه لاحقًا وبين رئيس الشركة نورمان ب. لارسن". "WD-40" هو اختصار لمصطلح "إزاحة الماء، الصيغة الأربعون"، مما يشير إلى أنه كان نتيجة المحاولة الأربعين لإنشاء المنتج. تم تصميم الرذاذ، المكون من مجموعة متنوعة من الهيدروكربونات، في الأصل لاستخدامه من قبل شركة كونفير لحماية الغلاف الخارجي لصاروخ أطلس [الإنجليزية] من الصدأ والتآكل. كما عمل هذا الجلد الخارجي كجدار خارجي لخزانات البالون [الإنجليزية] الحساسة للصاروخ. وقد تبين لاحقًا أن WD-40 له العديد من الاستخدامات المنزلية وتم توفيره للمستهلكين في سان دييغو في عام 1958.
في رواية إنغستراند، كان إيفر نورمان لوسون هو من توصل إلى خليط إزاحة الماء بعد العمل في المنزل وقام بتسليمه لشركة روكيت للكيماويات مقابل مبلغ 500 دولار (ما يعادل $4٬800 في 2020). وكان نورمان لارسن، رئيس الشركة، هو صاحب فكرة تعبئتها في علب الهباء الجوي وقام بتسويقه بهذه الطريقة.
تم تسجيله كمنتج استهلاكي جديد في عام 1961. بحلول عام 1965، كان يتم استخدامه من قبل شركات الطيران بما في ذلك دلتا ويونايتد؛ على سبيل المثال، كانت يونايتد تستخدمه في المفاصل الثابتة والمتحركة لطائراتها من طراز DC-8 وBoeing 720 في الصيانة والإصلاح. في ذلك الوقت، كانت شركات الطيران تستخدم نوعًا مختلفًا يسمى WD-60 لتنظيف التوربينات، وإزالة الصدأ الخفيف من خطوط التحكم، وعند التعامل مع الأجزاء المعدنية أو تخزينها. بحلول عام 1969، تم تسويق WD-40 للمزارعين والميكانيكيين في إنجلترا. في عام 1973، طرحت شركة WD-40 أسهمها للاكتتاب العام لأول مرة. رمز أسهم نازداك الخاص بها هو (نازداك: WDFC).

## التركيبة
تركيبة WD-40 هي سر تجاري. تم نقل النسخة الأصلية من الصيغة إلى خزنة بنكية آمنة في سان دييغو في عام 2018.
لتجنب الكشف عن تركيبته، لم يتم تسجيل براءة اختراع للمنتج في عام 1953، وقد أغلقت نافذة الفرصة لتسجيل براءة اختراعه منذ فترة طويلة.
المكونات الرئيسية لـ WD-40 كما هي متوفرة في علب الهباء (بخاخة تعمل بالهواء المضغوط)، وفقًا لمعلومات صحيفة بيانات سلامة المادة الأمريكية، ومع تفسير أرقام CAS:
- 45-50% مركب أليفاتي منخفض الضغط البخاري (إيزوبارافين).
- <35% زيت أساسي بترولي (بارافينات ثقيلة غير خطرة).
- <25% هيدروكربونات أليفاتية (نفس رقم CAS الخاص بالعنصر الأول، ولكنه قابل للاشتعال).
- 2-3% ثاني أكسيد الكربون (دافع للطاقة).

تمت صياغة الصيغة الأوروبية وفقًا للوائح تسجيل وتقييم وترخيص وتقييد المواد الكيميائية:
- 60-80% هيدروكربونات C 9 – C 11 ألكانات عادية، ألكانات أيزو، مركبات حلقية <2% مركبات عطرية.
- 1-5% ثاني أكسيد الكربون.

تنص الصيغة الأسترالية على ما يلي:
- 50-60% من النفثا (البترول)، ثقيل معالج بالهيدروجين.
- <25% زيوت أساسية بترولية.
- <10% من النفثا (البترول)، ثقيل منزوع الكبريت (يحتوي على: 1,2,4-ثلاثي ميثيل البنزين، 1,3,5-ثلاثي ميثيل البنزين، زيلين، أيزومرات مختلطة).
- 2-4% ثاني أكسيد الكربون.

في عام 2009, وايرد نشرت مقالا مع نتائج اختبارات استشراب غازي ومطيافية الكتلة على WD-40 ، تبين أن المكونات الرئيسية كانت C9 إلى C14 ألكانات وزيوت معدنية.

## روابط خارجية
- الموقع الرسمي
- ورقة بيانات السلامة لـ WD-40 نسخة محفوظة 17 يونيو 2020 على موقع واي باك مشين.
- استعمالات WD-40، سنوبس.كوم